# Konstal 105N
Konstal 105N je typ tramvaje vyráběné polským podnikem Konstal ve městě Chorzów v letech 1973–1979. Úzkorozchodná verze je značena jako 805N.

## Konstrukce
Konstal 105N je standardní jednosměrný motorový tramvajový vůz v jehož pravé bočnici se nacházejí čtvery dveře (prostřední jsou zdvojené). Jedná se o čtyřnápravovou tramvaj se všemi hnacími nápravami.
Tramvaj 105N vznikla na přelomu 60. a 70. let 20. století zmodernizováním typu Konstal 13N. Z tohoto předchůdce byla použita elektrická výzbroj, vzhled karoserie ale byl změněn ze zakulaceného na hranatý, vozová skříň byla zároveň vylehčena. Boční okna byla zvětšena, byla přidána malá okna na bocích i čelech tramvaje, díky čemuž získaly vozy 105N přezdívku „akvárium“. Tramvaje vyrobené v počátcích výroby nemohly být spojované s ostatními vozy a jejich elektrická výzbroj měla problémy s vlhkostí. Tramvaje Konstal 105N byly vybaveny elektrodynamickou brzdou a brzdami bubnovými a kolejnicovými. Hlavními autory konstrukce vozu byli Zygmunt Giziński a Wojciech Kozik.
Na typ 105N navázala výroba vylepšeného modelu Konstal 105Na.

## Verze
Základní verze 105N (včetně pozdějších sérií 105N/1 s drobnými změnami) byla vyrobená v počtu 980 kusů.
V roce 1977 byly vyrobeny čtyři vozy 105NW pro Bydhošť a Lodž, které se od základní modifikace odlišují pouze v použití úzkorozchodných podvozků (pro rozchod kolejí 1 000 mm).
Úzkorozchodná verze 805N pro Lodž byla vyrobena 25 kusů v roce 1978.
S využitím dvou tramvají 105N byl v roce 1995 firmou H. Cegielski - Poznań vyroben prototyp tříčlánkové, částečně nízkopodlažní tramvaje Konstal 105N/2.

## Provoz
Tramvaje Konstal 105N jezdily ve všech polských tramvajových provozech. Většina z nich ale byla postupně zmodernizována na typ 105Na, takže v původní podobě jezdí už pouze několik málo jednotlivých vozů.
Modernizovány byly i úzkorozchodné verze 105NW a 805N (zde na typ 805Na).